# Brooks Running

Brooks Sports, Inc., även känt som Brooks Running Company, är en amerikansk tillverkare av löparskor, löparkläder och löpartillbehör för damer och herrar. Huvudkontoret ligger i Seattle, USA, och varumärket finns representerat i 60 länder världen över. I Sverige distribueras Brooks produkter sedan 2018 av Brooks Scandinavia AB. Brooks Sports, Inc. är ett dotterbolag till Berkshire Hathaway. Sedan 2011 är Brooks marknadsledande i specialistbutiker för löpning i USA.

## Historia
Brooks grundades i Philadelphia, USA, av Morris Goldenberg 1914. Ursprungligen tillverkade företaget badskor men på 1920-talet började Brooks tillverka baseballskor och på 1930-talet kom även skor för amerikansk fotboll ut på marknaden.

### 1970-talet

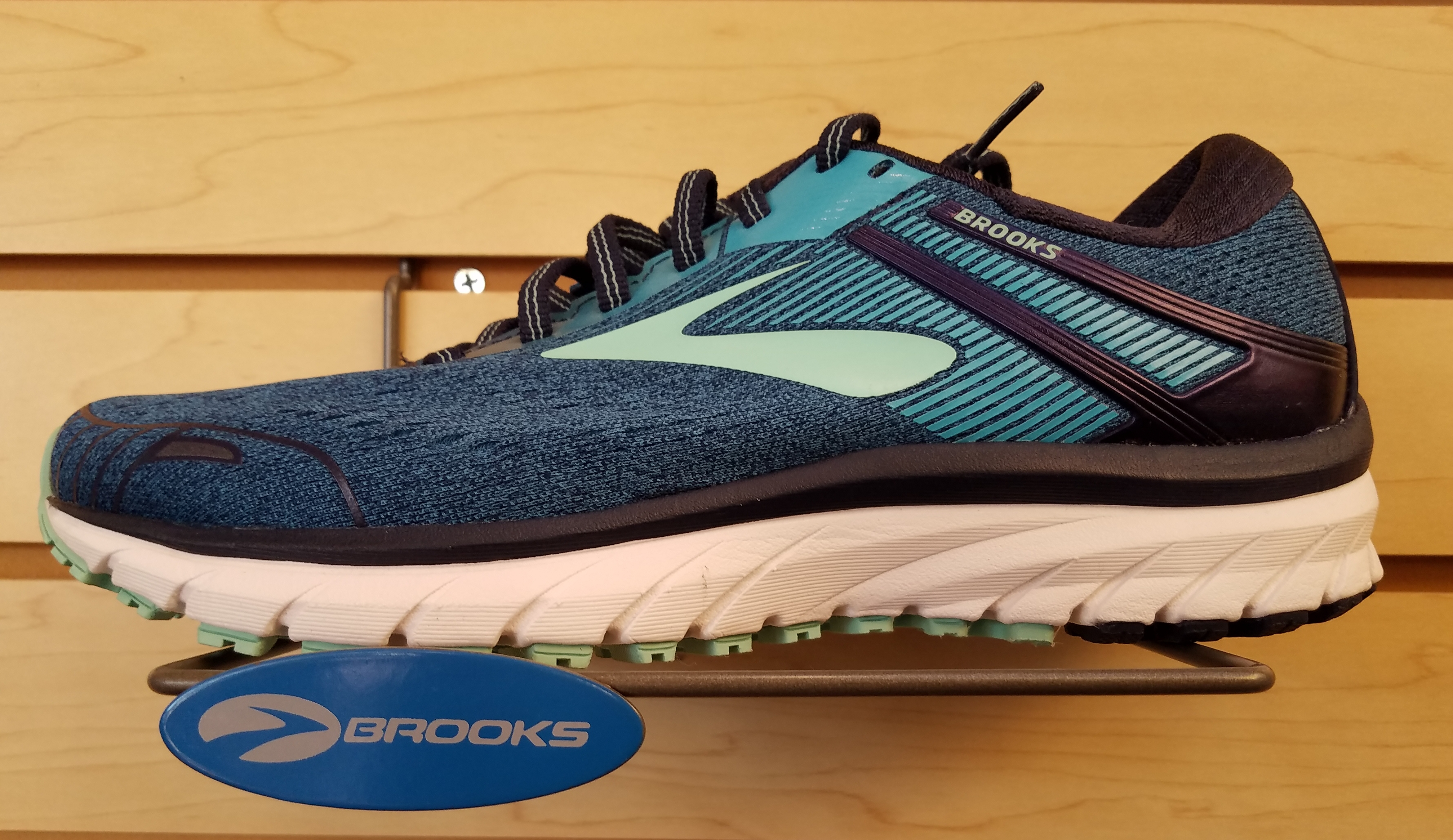
Brooks Adrenaline GTS 18 löparsko.

På 1970-talet utökade Brooks sitt sortiment med löparskor och introducerade flera teknologier som används i löparskor än idag. Företaget började samarbeta med professionella löpare, däribland olympiern Marty Liquori, och 1975 lanserades löparskon Villanova, Brooks första löparsko i premiumsegmentet. Villanova var marknadens första sko med EVA – en skumplast som dämpar fotisättningen – i mellansulan och teknologin började snart användas av andra skotillverkare. Villanova följdes av Vantage som lanserades 1977 och var försedd med en kil som motverkade överpronation. Samma år, tack vare pronationskilen, dämpning, flexibilitet och slitstyrka, blev Vantage rankad som årets bästa sko i Runner’s Worlds årliga löparguide. Villanova och Vantage etablerade Brooks som ett av USA hetaste löparskomärken och försäljningen tog fart. I slutet av 1970-talet var Brooks ett av de tre största löparskomärkena i USA.

### 1980-talet
Framgångarna fick ett abrupt slut 1980 när det visade sig att Brooks fabrik i Puerto Rico inte kunde möta den ökade efterfrågan med bibehållen kvalitet. Nära 30 procent av de sålda skorna reklamerades och Brooks tvingades kassera 50 000 defekta par. Kvalitetsproblemen kastade in Brooks i ekonomiska svårigheter och företaget ansökte om konkursskydd. Konkurshotet kunde dock avvärjas sedan Brooks förvärvats av skotillverkaren Wolverine World Wide 1981.
Med nya ägare kunde Brooks åter fokusera på produktutveckling och 1982 lanserades Chariot. Modellen var en av de första på marknaden med en så kallad mellanbrygga som gör skon stabil utan att göra avkall på smidigheten och Chariot hade stor betydelse för hur löparskor kom att designas framöver. 1987 lanserades Brooks for women, skor som var anatomiskt anpassade för kvinnor.

### 1990-talet
1992 och 1994 släppte Brooks två skomodeller som fortfarande finns kvar i sortimentet. Beast kom med en teknologi som gav löparen bättre rörelsekontroll och bättre stabilitet medan Adrenaline GTS hade en mellansula i hårdare densitet och riktade sig till löpare med högt fotvalv och bredare framfot. Beast blev en storsäljare och Adrenaline GTS är bland de bäst säljande löparskorna någonsin.
Wolverine World Wide sålde 1993 Brooks till norska investmentbolaget Rokke som i sin tur 1998 sålde Brooks till J.H. Whitney & Co., ett amerikanskt investmentbolag.1997 lanserade Brooks tekniska löparkläder för damer och herrar och två år senare föddes sloganen Run Happy som används än idag.Tanken bakom Run Happy var att löpning inte var något nödvändigt ont utan att löpare älskade löpning och att Brooks produkter ”gav dem den löparupplevelse som de sökte”.

### 2000-talet
2001 rekryterades nuvarande vd:n Jim Weber. Svag försäljning hade gjort att företaget återigen hotades av konkurs och Weber fick i uppdrag av styrelsen att strukturera om bolaget. Weber beslutade att omvandla Brooks till ett nischat premiumvarumärke inom löpning. Försäljningen av skor för alla andra sporter lades ner, lågprisskor plockades bort ur sortimentet samtidigt som man ökade satsningen på produktutveckling. Eftersom produktutbudet kapades med 50 procent föll omsättningen till 20 miljoner dollar men tre år senare hade omsättningen stigit till 69 miljoner dollar.
Brooks förvärvades av Russel Athletic 2004. Två år senare köptes bolaget av Fruit of the Loom och blev därmed ett dotterbolag till Fruit of the Looms moderbolag, Berkshire Hathaway. 2011 blev Brooks ett fristående dotterbolag till Berkshire Hathaway.
2008 utvecklade Brooks BioMoGo, en biologiskt nedbrytbar mellansula som numera finns i de flesta av Brooks löparskor. Medan traditionella EVA-mellansulor har en nedbrytningstid på cirka 1 000 år, bryts en BioMoGo-mellansula ned på 20 år. Genom att använda BioMoGo-mellansulor i sina löparskor uppskattar Brooks att mängden avfall minskar med 15 000 ton över en 20-årsperiod. BioMoGo-teknologin är fri att använda för alla andra tillverkare.

### 2010-talet
Brooks DNA presenterades i Brooks mellansulor 2010. Teknologin byggde på icke-newtonsk vätska och var enligt Brooks den första dämpingsteknologin som dynamiskt anpassade sig efter kraften i löparens fotisättning. Därmed kunde dämpningen anpassas helt efter löparens ålder, vikt, kön och steg.
Brooks blev marknadsledande i amerikanska specialistbutiker för löpning 2011 och året efter utsåg Footwear News Brooks till årets varumärke. Lagom till 100-årsjubileet 2014 hade bolaget en marknadsandel om 29 procent och omsättningen nådde milstolpen 500 miljoner dollar. I ett uttalande sade Weber att den årliga tillväxten, investeringar från Berkshire Hathaway och stödet från Berkshire Hathaways vd Warren Buffet, borgade för att Brooks skulle bli ett billion dollar brand. 
2014 lanserade Brooks stabiliseringsteknologin Guide Rails som bygger vidare på Brooks koncept om att låta kroppen bestämma hur man springer. Traditionellt har stabiliseringsteknologier utgått från en korrigering av löpsteget. Guide Rails korrigerar inte steget utan bygger istället på ett system som bara aktiveras om kroppen behöver det. Guide Rails är en specialkonstruerad guidnings hjälp i mellansulan som på ett naturligt sätt låter löparens fötter, höfter, knän och leder röra sig i enlighet med sina unika rörelsemönster. Enligt Brooks hjälper Guide Rails löparen att bibehålla en effektiv och naturlig rörelse under löpningen samtidigt som den förhindrar överrotation av knän och fotleder. Därmed ska risken för skador på knän, höfter och rygg minska. Andra generationens Guide Rails lanserades under 2018.
2017 utsågs modellerna Glycerine och Launch till Best Running Shoe av amerikanska tidskriften Sports Illustrated. Samma år utsåg amerikanska Runner's World modellen Adrenaline GTS 18 till Editor’s Top Choice och Men’s Fitness placerade modellen Levitate på listan över årets tio bästa löparskor.

## Hållbarhetsarbete
The Brooks Running Responsibly Program är Brooks strategiska plattform för hållbarhet och varje år redovisar företaget sina mål och resultat i en offentlig rapport. 2014 ingick Brooks partnerskap med Bluesign System och fick därmed tillgång till Bluesigns standarder som syftar till att minimera kemikalie-, vatten-, och energiåtgången under hela produktionskedjan. Brooks är även anslutet till Sustainable Apparel Coalition, en global handelsorganisation som verkar för att minska påverkan från skor och konfektion på samhälle och miljö. När den tyska konsumentorganisationen Stiftung Warentest 2015 rankade vilket sportskomärke som hade den mest etiska tillverkningen kom Brooks på första plats. Rankingen innefattade företagets egna riktlinjer, skoproduktionen, produktionen av ovandel och innersula, sulproduktionen samt transparens.
Brooks huvudkontor i Seattle räknas som en av världens miljövänligaste byggnader. Byggnaden använder 75 procent mindre energi jämfört med en genomsnittlig kontorsbyggnad i Seattle samt samlar in och återanvänder hälften av allt regnvatten som faller på byggnaden under ett år.